# Китова бухта

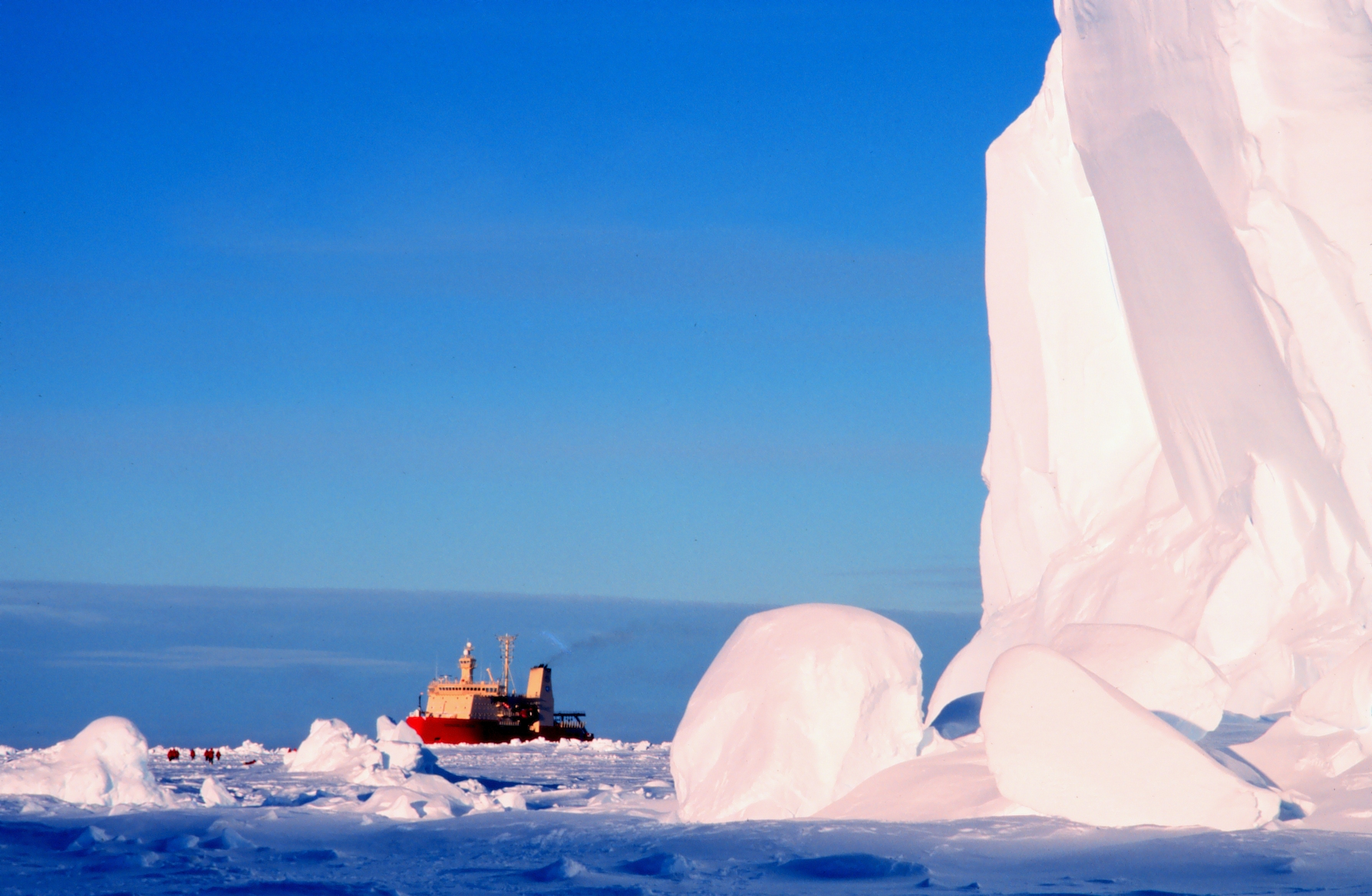
Дослідницький криголам в Китовій бухті

Китова бухта — природна крижана гавань, частина бар'єру Росса, розташована на північ від острову Рузвельта в Антарктиді. Китова бухта є крайньою південною точкою не лише моря Росса, але й світового океану. Море Росса простягається набагато далі на південь аж до узбережжя Гулда, прибл. 320 км від Південного полюса, проте більша частина його покрита бар'єром Росса і не є відкритим морем.

## Відкриття

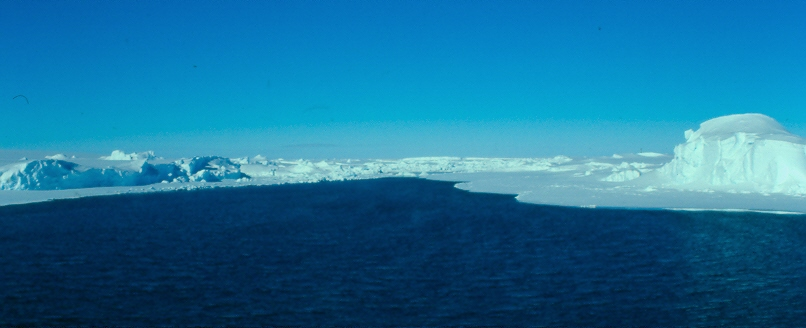
Китова бухта

Китова бухта отримала свою назву 24 січня 1908 від Ернста Шеклтона під час його експедиції завдяки великій кількості китів, виявлених поблизу бухти.

## Історія
Під час своєї експедиції норвезький дослідник Руаль Амундсен заснував в Китовій бухті тимчасову базу, названу Фрамхайм (норв. Framheim). База використовувалася в період між січнем 1911 та лютим 1912.
Китова бухта використовувалася як логістична база під час інших великих антарктичних експедицій, зокрема:
- 1928—1930: перша експедиція Річарда Берда
- 1933—1935: друга експедиція Річарда Берда
- 1939—1941: третя експедиція Річарда Берда

Берегова лінія Китової бухти весь час змінюється. В результаті досліджень під час другої експедиції Берда було виявлено, що бухта знаходиться перетині двох окремих крижаних систем, на рух яких впливає розташований неподалік острів Рузвельта.
На сьогоднішній день (січень 2012) бухта, фактично, не існує, після того, як в 1987 айсберг довжиною 159 км відколовся від бар'єра Росса.